# 할리 코켈리스
할리 코켈리스(Harley Cokeliss, 1945년 2월 11일 ~ )는 미국의 영화 감독, 영화 프로듀서, 각본가, 배우이다.
샌디에이고에서 태어났다.

## 영화
- 러브 라이즈 블리딩 (2008년)
- 임모탈 (2000년)
- 피닉스 2 (1999년)
- 더 뉴 어드벤처 오브 로빈 훗 (1997년)
- 루비 링 (1997년)
- 스콜피온 퀸 (1995년)
- 헤라클레스와 잃어버린 왕국 (1994년)
- 이블 데드 3 - 암흑의 군단 (1992년)
- 드림 데몬 (1988년)
- 메론 (1987년)
- 블랙 문 라이징 (1986년)
- 무장 트럭 (1982년)
- 댓 썸머 (1979년)
- 글리터볼 (1977년)